# Roche Grénolée
La Roche Grénolée (Grénolet) est un polissoir situé à Moigny-sur-Ecole, dans le département français de l'Essonne.

## Protection
Le polissoir fait l’objet d’un classement au titre des monuments historiques depuis 1973.

## Caractéristiques
Le polissoir est une dalle de grès de forme elliptique affleurant au niveau du sol, d'environ 1,70 m de longueur sur 1,10 m de large. Il comporte treize rainures presque parallèles, avec une arête de fond, et plusieurs surfaces polies disséminées sur toute la pierre.